# Hereiti Bernardino
Takina Hereiti Mercedes Bernardino (Papeete, 21 maggio 1993) è una velocista franco-polinesiana.

## Biografia
Ha rappresentato l'arcipelago dell'Oceano Pacifico in occasione dei Mondiali in Russia del 2013 e successivamente è stata l'unica franco-polinesiana a quelli di Londra 2017. Nel 2019 ha vinto una medaglia di bronzo nei 400 metri piani ai Giochi del Pacifico disputati a Samoa.

## Palmarès
| Anno | Manifestazione      | Sede       | Evento      | Risultato | Prestazione | Note                                     |
| ---- | ------------------- | ---------- | ----------- | --------- | ----------- | ---------------------------------------- |
| 2012 | Mondiali U20        | Barcellona | 200 m piani | Batteria  | 26"77       |                                          |
| 2012 | Oceaniani U20       | Cairns     | 100 m piani | Bronzo    | 13"09       |                                          |
| 2013 | Mondiali            | Mosca      | 100 m piani | Batteria  | 12"84       | Miglior prestazione personale            |
| 2017 | Mondiali            | Londra     | 100 m piani | Batteria  | 12"88       |                                          |
| 2019 | Giochi del Pacifico | Apia       | 200 m piani | 7ª        | 25"93       |                                          |
| 2019 | Giochi del Pacifico | Apia       | 400 m piani | Bronzo    | 56"35       |                                          |
| 2022 | Mondiali            | Eugene     | 100 m piani | Batteria  | 12"90       | Miglior prestazione personale stagionale |